# Bootania
Bootania is een geslacht van vliesvleugeligen uit de familie Torymidae. De wetenschappelijke naam van dit geslacht is voor het eerst geldig gepubliceerd in 1897 door Karl Wilhelm von Dalla Torre.

## Soorten
Het geslacht Bootania omvat de volgende soorten:
- Bootania fascia Grissell & Desjardins, 2002
- Bootania gigantea (Girault, 1928)
- Bootania leucospoides (Walker, 1862)
- Bootania maxima (Strand, 1911)
- Bootania moorea Desjardins & Grissell, 2002
- Bootania neocaledonica (Milliron, 1950)
- Bootania orba Desjardins & Grissell, 2002
- Bootania pilicornis (Cameron, 1909)
- Bootania ruficeps (Cameron, 1905)
- Bootania solomonensis (Milliron, 1950)
- Bootania titanus (Girault, 1939)
- Bootania xestos Grissell & Desjardins, 2002